# Florencio Sánchez (Stadt)
Florencio Sánchez ist eine Stadt im Süden Uruguays.

## Geographie
Die Stadt befindet sich, auf einer Höhe von 156 Metern (andere Quellen gehen von 140 Metern aus) über dem Meeresspiegel, auf dem Gebiet des Departamento Colonia in dessen Sektor 13. Wenige Kilometer nördlich der Stadt verläuft die Grenze zum Departamento Soriano, auf dessen Gebiet bereits die Stadt Cardona liegt, an die Florencio Sánchez unmittelbar angrenzt. Westlich der Stadt entspringt der Arroyo Colla.

## Geschichte
Am 2. Oktober 1929 wurde Florencio Sánchez durch das Gesetz Nr.8482 in die Kategorie „Pueblo“ eingestuft.

## Infrastruktur
Über die Ruta 102 ist Florencio Sánchez mit der südlich gelegenen Stadt Rosario verbunden. Durch die in nordwestlicher Richtung von der Stadt weg verlaufende Ruta 2 hat Florencio Sánchez unter verkehrstechnischen Gesichtspunkten Anschluss an im Westen Uruguays befindliche Städte wie etwa Mercedes oder Fray Bentos.

## Einwohner
Mit einer Einwohnerzahl von 3.716 (Stand: 2011), davon 1.825 männliche und 1.891 weibliche, ist sie eine hinsichtlich der Bevölkerungsentwicklung expandierende Stadt, da 1996 noch lediglich 3.038 Einwohner registriert wurden.
| Jahr | Einwohner |
| ---- | --------- |
| 1963 | 1.576     |
| 1975 | 1.887     |
| 1985 | 2.562     |
| 1996 | 3.038     |
| 2004 | 3.526     |
| 2011 | 3.716     |

Quelle: Instituto Nacional de Estadística de Uruguay